# دریا دل (فیلم ۱۹۸۸)
دریا دل (به هندی: Dariya Dil) فیلمی محصول سال ۱۹۸۸ و به کارگردانی کی. راوی شانکار است. در این فیلم بازیگرانی همچون گوویندا، کیم کاتکار، روشینی، راج کیران، شوما آناند، آسرانی، گلشن گروور، شاکتی کاپور، قادرخان ایفای نقش کرده‌اند.